# William Stewart (biologiste)
William Duncan Paterson Stewart (né le 6 juin 1935) est un biologiste britannique. Il est président de la Royal Society of Edinburgh de 1999 à 2002 et président de la Microbiological Research Authority.

## Biographie
Stewart fait ses études à la Bowmore Junior Secondary School, à la Dunoon Grammar School et à l'université de Glasgow, où il obtient un baccalauréat ès sciences, un doctorat en philosophie et un doctorat en sciences.
De 1990 à 1995, Stewart est conseiller scientifique en chef du Gouvernement britannique et premier chef du Bureau britannique de la science et de la technologie (1992–1995).
Stewart est également président du National Radiological Protection Board (NRPB) et président de l'Agence de protection de la santé. Il occupe un certain nombre d'autres postes de haut niveau, notamment : architecte du programme gouvernemental de prévision technologique, lancé en 1995 et président du groupe d'experts indépendants sur les téléphones mobiles et la santé, qui rend un rapport en 2000. Il est biologiste de formation. Il est président du Tayside University Hospitals NHS Trust, mais démissionne à la suite d'un rapport critique du groupe de travail Tayside. Il siège à de nombreux comités consultatifs, dont la Commission royale sur la pollution de l'environnement et le Natural Environment Research Council. Stewart est directeur général de l'Agricultural and Food Research Council, ancien vice-président de la Royal Society et ancien président de la British Science Association.
Stewart est marié à Elizabeth Smales, médecin-chef de l'exécutif écossais.